# Westerpark

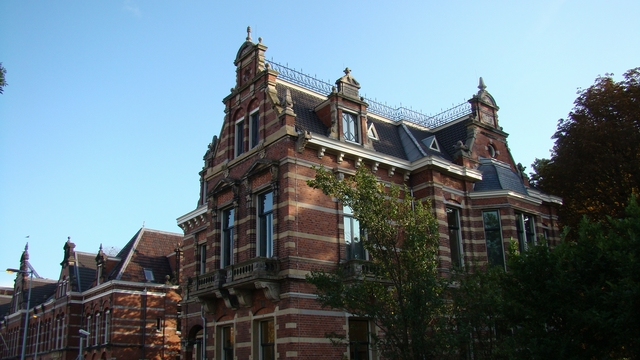
Förvaltningskontoret i Westerpark.

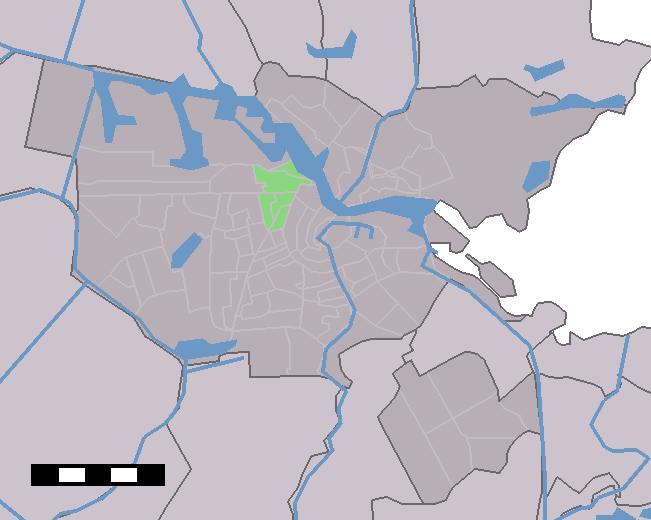
Läge i Amsterdams kommun.

Westerpark är en stadsdel i den nederländska huvudstaden Amsterdam. Stadsdelen hade 2003 totalt 33 956 invånare och en total area på 10,96 km² (varav 0,76 km² utgörs av vatten).